# Gunung Kemala (Pesisir Tengah)
Gunung Kemala is een bestuurslaag in het regentschap Lampung Barat van de provincie Lampung, Indonesië. Gunung Kemala telt 2153 inwoners (volkstelling 2010).